# مراجعة أكسفورد للسياسة الاقتصادية
مراجعة أكسفورد للسياسة الاقتصادية، (بالفرنسية: Oxford Review of Economic Policy)‏ مجلة أكاديمية فصلية للاقتصاد. يركز كل عدد على موضوع حالي في السياسة الاقتصادية، مع توازن بين الاقتصاد الكلي والاقتصاد الجزئي، ويشتمل على تقييمًا وعددًا من المقالات.

## روابط خارجية
- الموقع الرسمي